# Estádio de Athlone
O Estádio de Athlone (em inglês: Athlone Stadium) é um estádio de futebol localizado em Athlone, distrito da Cidade do Cabo, na África do Sul. Inaugurado em 1972, o estádio foi uma das sedes oficiais do Campeonato das Nações Africanas de 2014, realizado no país. Além disso, é oficialmente a casa onde o Cape Town Spurs manda seus jogos oficiais por competições nacionais. Sua capacidade máxima é de 34 000 espectadores.